# Thuận Thành (xã)
Thuận Thành là một xã thuộc huyện Cần Giuộc, tỉnh Long An, Việt Nam.

## Địa lý
Xã Thuận Thành nằm ở phía tây nam huyện Cần Giuộc, có vị trí địa lý:
- Phía đông giáp xã Long An
- Phía tây và phía nam giáp huyện Cần Đước
- Phía bắc giáp các xã Phước Lâm và Mỹ Lộc.

Xã có diện tích 9,84 km², dân số năm 1999 là 7.808 người, mật độ dân số đạt 793 người/km².

## Hành chính
Xã Thuận Thành được chia thành 5 ấp: Thuận Bắc, Thuận Nam, Thuận Đông, Thuận Tây 1, Thuận Tây 2.